# Ailly-sur-Somme
Ailly-sur-Somme là một thị trấn của tỉnh Somme, thuộc vùng Hauts-de-France, miền bắc nước Pháp.

## Thông tin nhân khẩu
| 1962                                                    | 1968 | 1975 | 1982 | 1990 | 1999 |
| ------------------------------------------------------- | ---- | ---- | ---- | ---- | ---- |
| 2195                                                    | 2368 | 4157 | 3972 | 3505 | 3322 |
| Kết quả điều tra từ năm 1962, dân số không tính hai lần |      |      |      |      |      |